# Wilhelm Herold (Unternehmer)
Wilhelm Herold (* 1. Juni 1874 in Heilbronn; † 23. Mai 1945 ebenda) war ein deutscher Unternehmer. Er war Küfermeister, zog qualitätvolle Weine und gab neue Impulse für den Weinbau in Württemberg.

## Leben
Wilhelm Herold war das vierte Kind des gelernten Küfers Jacob Wilhelm Herold und seiner Frau Marie Luise, geb. Mössinger. Jacob Wilhelm Herold (* 1837; † 1906) hatte unter anderem in Basel und Lausanne gearbeitet und sich schließlich der Bierbrauerei zugewandt. Er richtete 1864 ein Brauhaus in der Heilbronner Keltergasse 3 ein. Im Wohnhaus der Familie, Keltergasse  9 (mittlerweile: Allerheiligenstraße 28), betrieb er einen Ausschank. An der Staatsstraße nach Flein, die mittlerweile den Namen Charlottenstraße trägt, baute er 1869 einen ersten Bierkeller. 1886 kam dort ein Bier- und Eiskeller hinzu. Mitte der 1890er Jahre setzte sich Jacob Wilhelm Herold zur Ruhe. Sein Sohn Friedrich übernahm für kurze Zeit die Brauerei in der Keltergasse, wanderte jedoch 1904 nach Bolivien aus. Ab 1909 lebte auch Emil Herold, der jüngste Sohn, in Südamerika. Bis 1956 existierte die Cervecería Herold, die die beiden ins Leben gerufen hatten.
Der Sohn Wilhelm Herold hingegen wurde Küfer, wie es sein Vater und auch schon der aus Adelsheim stammende Großvater Friedrich Herold gewesen war, und blieb in Heilbronn. 1901 wurde er Meister. Im selben Jahr, am 15. August, heiratete er Marie Föll, die ebenfalls aus einer Küferfamilie stammte. Zwei Jahre nach der Hochzeit konnte Wilhelm Herold die Küferwerkstatt seines Schwiegervaters in der Rappengasse (mittlerweile: Hasengasse) 6 in Heilbronn übernehmen. Diese Werkstatt befand sich in einem Nebengebäude an einem Hof hinter dem Wohnhaus, wo auch eine Kelter, eine Brennerei und ein Stall für zwei Pferde Platz fanden. Ab 1914 wurde der Wein in der Kelter hydraulisch gepresst. Auch waren zwei tiefe, gewölbte Weinkeller vorhanden, die Wilhelm Herold junior 1908 durch einen dritten miteinander verbinden ließ.
Er spezialisierte sich auf Weinküferei, obwohl das Kapitel zur Holzküferei im Katechismus der Kellerwirtschaft von Richard Meißner zum Teil von ihm verfasst wurde. Er baute eigene und fremde Weine aus; unter anderem vermarktete er auch die Weine aus den  Lagen am Heilbronner Nord- und am Stiftsberg, die seinen Schwiegereltern gehörten, unter dem Namen W. Föll’s Erben. Ab 1920 war seine Weinhandlung im Handelsregister verzeichnet.
Anfang September 1924 fand in Heilbronn der 31. Deutsche Weinbaukongress statt. Herold war sowohl im Hauptausschuss als auch im Ausschuss für die Weinausstellung und in dem für die Kostproben. Von den 118 Proben württembergischer Weine, die zur Kostprobe präsentiert wurden, stammten 14 von Wilhelm Herold bzw. von Föll’s Erben. Herold-Weine waren auch auf der Deutschen Landwirtschaftsausstellung 1926 in Breslau und auf der Reichsnährstand-Ausstellung 1936 in Frankfurt am Main vertreten; hier erhielten Herolds Traubenweine einen zweiten Preis.
Bei der Württembergischen Trauben-, Obst- und Herbstblumen-Schau 1927 in Heilbronn leitete er zusammen mit zwei Kollegen die Abteilung „Weinpropaganda“.
1929 schrieb die Deutsche Landwirtschaftsgesellschaft einen Wettbewerb für „Dauerweine, die große Überseereisen machen müssen“, aus. Herold, der sich mit der Frage der Haltbarkeit von Weinen intensiv auseinandergesetzt hatte, erhielt hier mehrere Preise und eine Anerkennung für seine Erzeugnisse. Eine Voraussetzung für die Verschiffung von Weinen nach Übersee war die Abfüllung in Flaschen, was wenige Jahre vor diesem Zeitpunkt in Württemberg noch absolut nicht üblich gewesen war. Herold ging hier neue Wege, was bereits den jungen Theodor Heuss beeindruckte und dazu führte, dass dieser später Herolds Vorbildfunktion für den Weinbau in Württemberg hervorhob.
Etwa ab 1920 war Wilhelm Herold Vorsitzender der Vereinigten Küfermeister in Heilbronn und Umgebung; schon Jahre vorher war er Ausschussmitglied des Landesverbandes der südwestdeutschen selbständigen Küfermeister geworden und er hatte in dieser Funktion auch den 25. Verbandstag in Heilbronn 1929 mit organisiert. Ende 1933 oder Anfang 1934 musste er aber als Innungsobermeister zurücktreten, was offenbar nicht nur mit der „Gleichschaltung“ zusammenhing, die damals durchgeführt wurde. Laut der Innung wurde seine Mitgliedschaft in einer Freimaurerloge bemängelt, die allerdings nicht nachweisbar ist.
Herolds Schwiegereltern hatten sich 1904 in der Siebennussbaumstraße ein Haus nach Entwürfen des Architekturbüros Maute und Moosbrugger bauen lassen, das zunächst die Hausnummer 19 trug, die später in Nummer 51 geändert wurde. Nachdem Wilhelm Föll 1923 gestorben war, bezog das Ehepaar Herold dieses Haus. Geschäft und Küferei verblieben aber in der Rappengasse 6. Hinter dem Haus in der Siebennussbaumstraße befand sich ein Steintisch, der ursprünglich in der Rappengasse gestanden hatte und an dem angeblich Mark Twain während seines Besuchs in Heilbronn 1878 gesessen und Wein getrunken hatte.
Die Küferei in der Altstadt wurde während der Luftangriffe auf Heilbronn zerstört und möglicherweise auch geplündert. Wilhelm Herold starb kurz nach Kriegsende in seinem Wohnhaus in der Siebennussbaumstraße. Das Haus überstand den Krieg und wurde erst in den 1970er Jahren abgerissen. Spuren von Herolds Wirken in Heilbronn, der sich in den 1920er Jahren für die Einrichtung des Weinbaumuseums in der Karlstraße 44 eingesetzt hatte, sind ein alter silberner Pokal für den Jungmeistertrunk und die Gesellschaftstafel der Heilbronner Küfermeister, die Herold über den Zweiten Weltkrieg rettete.